# Boletus pseudofrostii
Boletus pseudofrostii es una especie de hongo boleto en la familia Boletaceae. Fue encontrado en Belice, y se lo describió por primera vez en 2007.